# Ushuaia (España Circo Este)
Ushuaia è il quarto album in studio del gruppo musicale italiano España Circo Este, pubblicato il 20 maggio 2022 dalla Garrincha Dischi.

## Il disco
Il disco è stato registrato nel corso del 2021 al Deposito Zero Studios da Francesco Pontillo, e costituisce una naturale prosecuzione e conclusione del percorso iniziato con il precedente album Machu Picchu. Dopo essere stato anticipato dai singoli Amico, Prosecco e Anita (quest'ultimo in collaborazione con la band britannica Will and the People), il disco è stato promosso dall'Ushuaia Tour, con un centinaio di date tra Italia ed Europa nel corso del 2022 e 2023.

## Tracce
1. Amico – 3:26
2. Il levare del cielo e del mare – 3:12
3. Anita (feat. Will and the People) – 3:14
4. La fine del mondo sei te – 2:35
5. Prosecco – 3:04
6. Servizio Civile Estero – 2:50
7. Lo sai? – 3:25
8. Ti difende la mia chitarra – 3:00

## Formazione
- Marcello – voce, chitarra
- Ponz – basso, chitarra, sintetizzatori, cori
- Jimmy – batteria, percussioni
- Don – violino, fisarmonica, chitarra